# Hypocaccus subaeneus
Hypocaccus subaeneus är en skalbaggsart som först beskrevs av Schmidt 1890.  Hypocaccus subaeneus ingår i släktet Hypocaccus och familjen stumpbaggar. Inga underarter finns listade i Catalogue of Life.